# Ex-Hacienda Delicias
Ex-Hacienda Delicias är en ort i Mexiko.   Den ligger i kommunen Rosales och delstaten Chihuahua, i den nordvästra delen av landet, 1 200 km nordväst om huvudstaden Mexico City. Ex-Hacienda Delicias ligger 1 173 meter över havet och antalet invånare är 774.
Terrängen runt Ex-Hacienda Delicias är platt åt sydost, men åt nordväst är den kuperad. Terrängen runt Ex-Hacienda Delicias sluttar österut. Runt Ex-Hacienda Delicias är det glesbefolkat, med 9 invånare per kvadratkilometer. Närmaste större samhälle är Ciudad Delicias, 5,8 km öster om Ex-Hacienda Delicias. Runt Ex-Hacienda Delicias är det i huvudsak tätbebyggt.